# Tři kamarádi
Tři kamarádi (německy: Drei Kameraden) je román od Ericha Maria Remarque, který vyšel v roce 1936. Remarque jej věnoval své první ženě jménem Ilse Jutta Remarque.

## Děj
Příběh se odehrává v době mezi světovými válkami, kdy není vůbec jednoduché přežít, bydlet a sehnat si práci. Hlavní postava Robert Lohkamp se v den svých třicátých narozenin setkává s křehkou Patricií Hollmann, do které se hluboce zamiluje. Robert, nazývaný Robby, spravuje spolu se svými kamarády Ottou a Gottfriedem malou autodílnu, přivydělávají si také prodejem opravených automobilů, závoděním a taxikařením. V létě se Pat a Robby vydávají na dovolenou k moři, ale jejich volno je narušeno dívčinými záchvaty a kašláním krve. Přesto oba zůstávají, mořský vzduch Pat spíše prospívá. Po návratu se dívka přistěhuje k Robertovi do domu a mladí lidé spolu začnou žít. Na podzim se Patriciin stav zhoršuje a musí urychleně odjet do sanatoria. Aby vydělal Robby na ozdravný pobyt pro Pat, pracuje jako klavírista v místním hotelu. V lednu se Gottfried účastní nepovolené akce, která je surově policisty potlačena. Robby a Otto jej přijedou varovat, při odchodu však Gottfrieda postřelí neznámý muž a mladík umírá cestou do nemocnice. Jeho smrt bude pomstěna kamarády. Muži se ocitnou ve finanční tísni, musí prodat dílnu i taxík, aby mohl Robby strávit poslední dny s Pat. Jara už se dívka nedočká.
Hlavní děj je protkán mnoha drobnými kapitolkami. Například životní osudy barmana Alfonse, který zabije Gottfriedova vraha, příběhy prostitutek, které jsou nuceny se takto živit, aby jejich děti měly co jíst. Není výjimkou sebevražda Robertova souseda, kterému utekla žena za bohatším milencem.

### Charakteristika hlavního hrdiny
Přestože Robert Lohkamp unikl smrti na frontě, válka se mu vryla hluboko pod kůži. Každodenně si léčí svůj žal alkoholem, nelze ho ale nazvat vysloveným alkoholikem, snaží se žít přítomností a nehledí do budoucnosti. Láskou na život a na smrt je jeho vztah k Pat a Ottovi s Gottfriedem.